# The Addams Family (flipper)

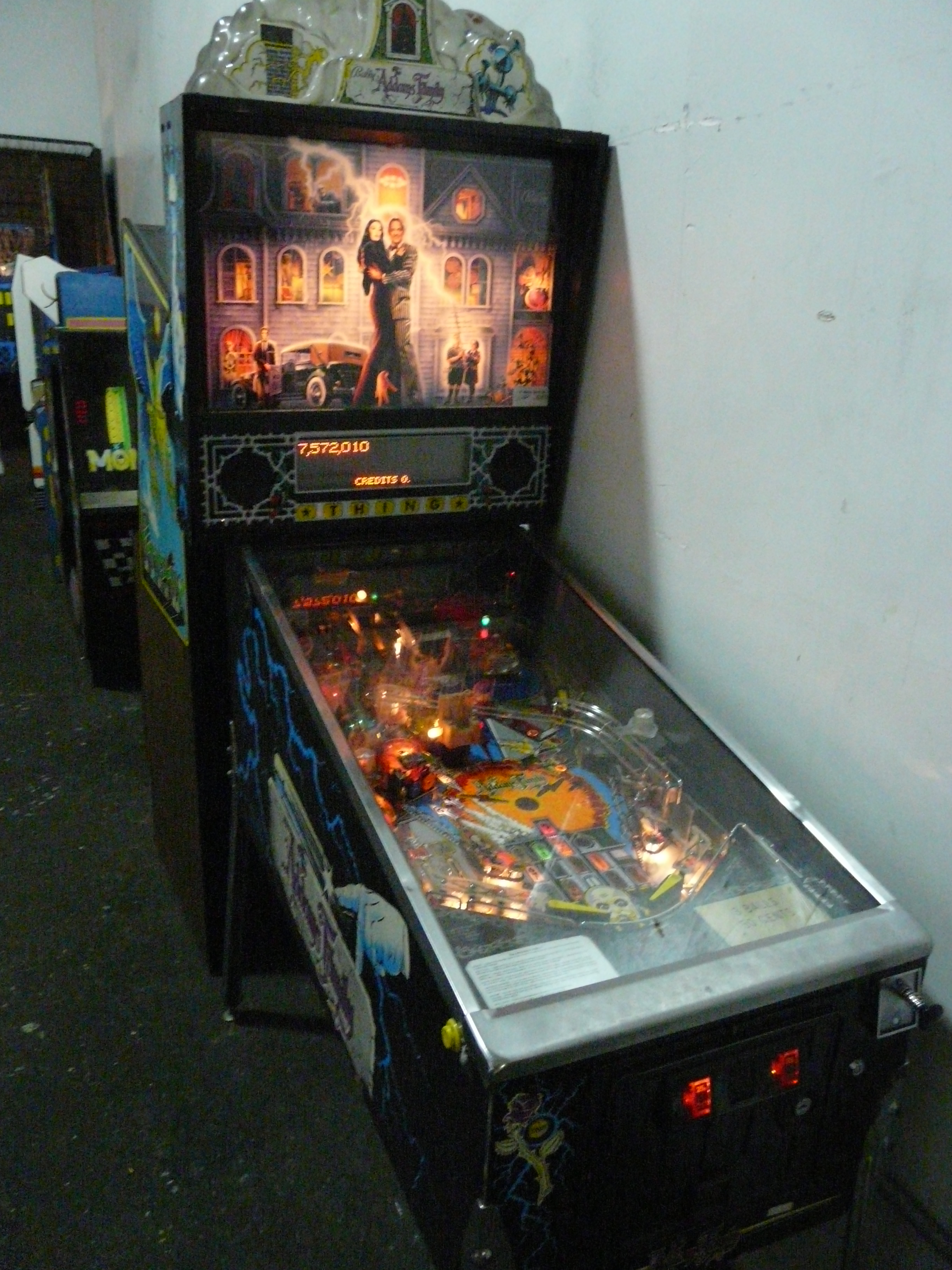
Il flipper The Addams Family al Musée Mécanique

The Addams Family è un flipper prodotto nel marzo del 1992 dalla Midway sotto il marchio Bally. Disegnato da Pat Lawlor e Larry DeMar è un flipper basato sulla tecnologia a stato solido. È basato sul film del 1991 diretto da Barry Sonnenfeld La famiglia Addams (The Addams Family) e contiene numerose voci (per lo più prese dalla colonna sonora del film) dei protagonisti della pellicola, Raúl Juliá e Anjelica Huston. È il flipper più venduto della storia, con 20 270 esemplari venduti, superando di 40 esemplari il precedente record raggiunto dal flipper Eight Ball, sempre della Bally, che ha venduto 20 230 pezzi.

## Panoramica

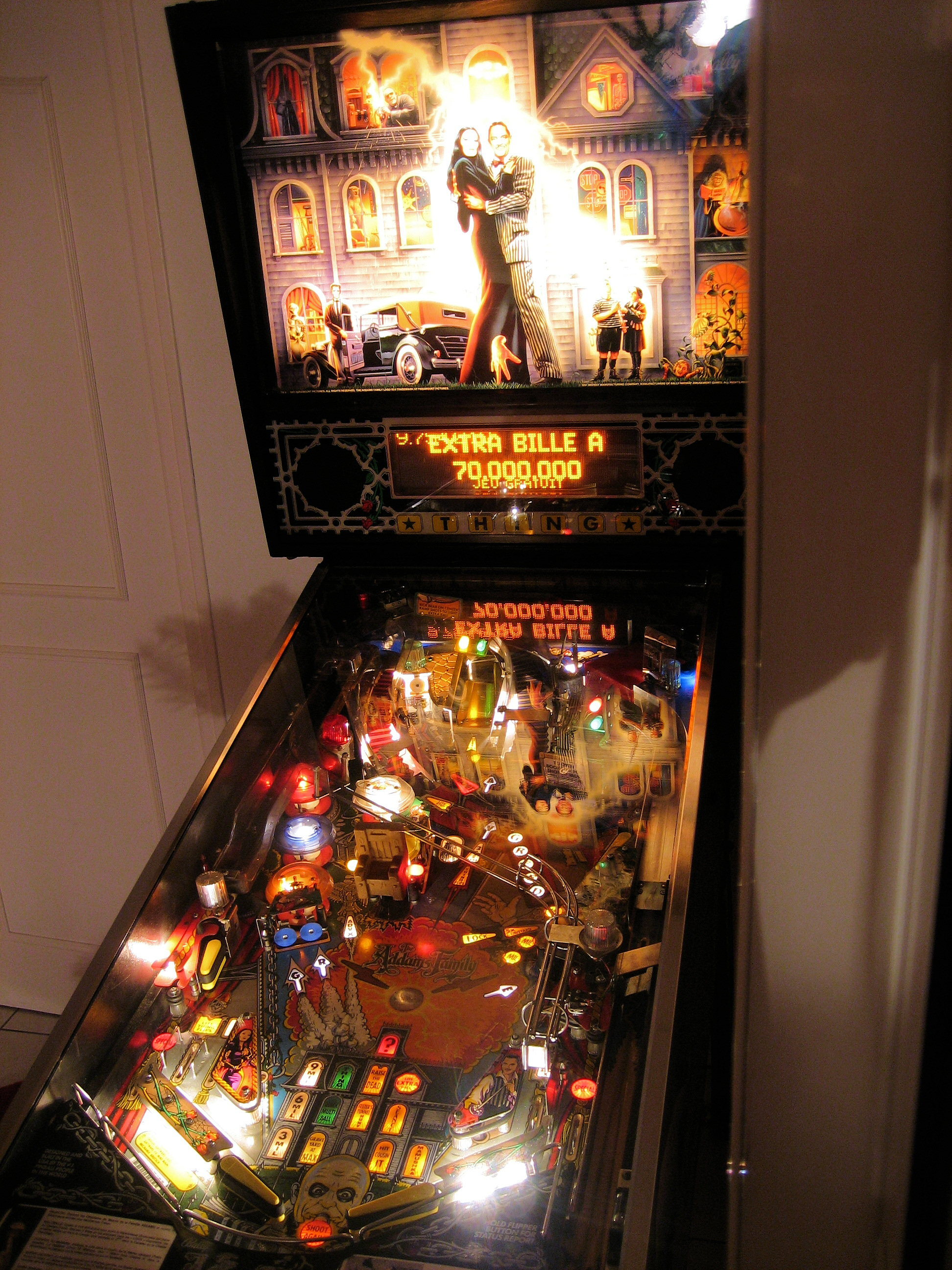
Il flipper The Addams Family

La scheda di gioco del flipper indica che l'obiettivo del gioco è "esplorare lo strano mondo della famiglia Addams". Non esiste quindi un obiettivo per il giocatore singolo, sebbene ci siano due obiettivi principali:
- Tour The Mansion: la casa degli Addams si trova al centro del campo di gioco e presenta 12 finestre, ognuna delle quali corrisponde a una diversa stanza che il giocatore può esplorare ricevendo dei premi da esse.
- Vault Multiball: nella parte in alto a destra del campo di gioco c'è una libreria blu, che rappresenta la libreria che Gomez mostra allo Zio Fester nel film. Si colpisce per ottenere l'assegnazione delle lettere che compongono la parola "Greed" ("Avidità"). Una volta che la parola è completata, come avviene nel film, la libreria si gira rivelando la cripta nascosta dietro alla libreria (è possibile, ma raro, che una palla entri nella cripta quando la libreria è nella posizione di blocco). Un colpo alla cripta blocca la palla per il futuro uso del multiball oppure inizia il multiball quando due biglie sono state precedentemente bloccate. La libreria apre anche l'accesso alla cripta in certe altri casi durante i mini giochi, con punteggi ed effetti diversi.

Altri obiettivi minori includono:
- Bear Kicks: una rampa in alto al centro del tavolo di gioco premia con 1 o 2 "bear kick" (facendo riferimento alla scena del film con il tappeto d'orso che prende vita), assegnando punti, stanze della casa e biglie extra. Un riuscito "bear kick" accende la lampadina di Zio Fester (quando non è in modalità multibiglia), il che indica che un colpo nella sua sedia elettrica fa guadagnare una stanza della casa e attiva un mini gioco (dopo uno scatto, la lampadina si spegne).
- Staircase Ramp: una rampa sul lato sinistro del tavolo di gioco che permette di aumentare il numero di punti, abitualmente tra 1 e 10 milioni, e lettere che compongonola parola "THING".
- Graveyard: un set di 5 paraurti (quantità piuttosto rara sulle macchine moderne) che aumenta il "Graveyard value", che viene raccolto da un colpo di destra.
- Train Wreck: un vicolo cieco nella sezione in alto a sinistra che assegna punti, assiste al punteggio del cimitero e illumina le biglie extra.
- GRAVE: 5 bersagli sparsi per il tavolo di gioco che assegnano lettere che compongono la parola "Grave", che una volta completata assegna una quantità crescente di milioni di punti.
- THING: una volta completata la parola "THING", uno colpo alla paletta nell'angolo in alto a destra assegna un multiplo crescente di 5 milioni di punti.
- Skill Shot:  quando inizialmente si lancia la biglia, lasciandola cadere nella paletta "THING", subito dopo la rampa di lancio, si ottengono 2 milioni di punti la prima volta, aumentando di un milione di volta in volta fino a un massimo di 5 milioni di punti. Effettuare uno "skill shot" può anche ottenere altri vantaggi, se sono attivi nella paletta "THING", come ad esempio multiball, quick multiball, punti THING, bloccare una biglia per il multiball.

### Vault Multiball

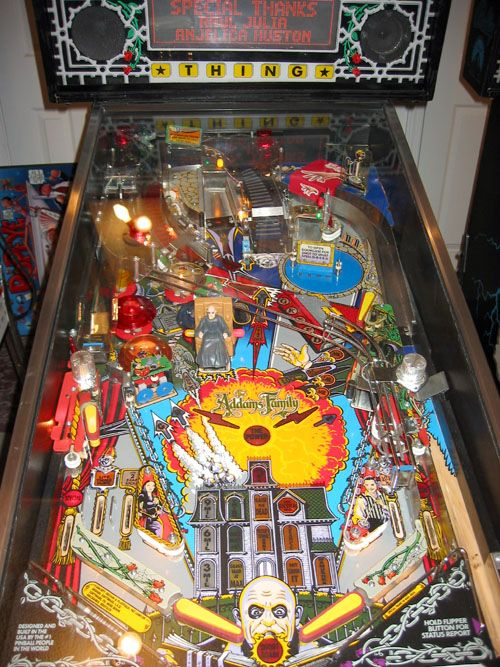
Tavolo di gioco del flipper

Il giocatore può aggiungere lettere alla parola "GREED" colpendo la libreria davanti alla cripta. Scandendo la parola "GREED" si apre la libreria, rivelando un'apertura che conduce alla cripta che può essere usata per bloccare biglie per il multiball. Per il primo multiball la palude può essere ugualmente usata per bloccare biglie. Il Power si accende quando il giocatore blocca la terza e ultima biglia. Il multiball inizia entrando nella cripta, per il primo multiball, colpendo la sedia elettrica.
Quando il multiball inizia. un colpo allo scontro dei treni accende il jackpot e la rampa della scalinata un doppio jackpot, oppure, dal secondo multiball in avanti, un triplo jackpot. Il jackpot inizia a 10 milioni di punti e aumenta di un milione per ogni Bear Kick o alla cripta durante ogni multiball. Dopo aver ricevuto entrambi questi premi, la cripta si riapre e un colpo riuscito a essa riaccende solo la rampa della scalinata. Il giocatore può continuare a farlo fino a quando ci sono due biglie sul tavolo di gioco.
Se il giocatore non si aggiudica nessun jackpot un'ultima possibilità chiamata "Thing Multiball" si accende per 20 secondi. Se il giocatore la colpisce in tempo si aggiudica il lancio di una seconda biglia e prosegue il multiball seguendo le regole del Vault Multiball, ma senza nessuna possibilità extra.

## Punteggio
Il punteggio del flipper The Addams Family tende ad avere una media nell'intervallo basso di 8 cifre. Tra le macchine presenti nei locali pubblici, il punteggio necessario per ottenere un replay è in genere compreso tra 30 milioni e 80 milioni, con punteggi più alti distribuiti principalmente nell'intero spettro a 9 cifre. I migliori giocatori del mondo possono guadagnare occasionalmente miliardi di punti.
Senza il tilt, il punteggio più basso possibile è teoricamente quello di 300.000 punti, facendo passare ogni biglia attraverso il cimitero senza colpire niente e lasciandola cadere, la palla rotolerà su un trigger che non dà punti ma disabilita il replay che viene normalmente dato quando una biglia non colpisce il trigger. Ad ogni biglia viene dato un bonus di 100.000 punti all'inizio di ogni bear kick. Comunque, acquisire questo punteggio può risultare difficile, così com'è difficile far attraversare alla biglia il cimitero senza colpire nessun paraurti del cimitero stesso. Un punteggio di 750.000 punti è facilmente ottenibile lanciando ogni biglia debolmente, così che rotoli direttamente nella palude e quindi scivoli al centro, guadagnando 150.000 punti più il buono di 100.000 per ogni lancio.

## Special Collectors Edition
Nell'ottobre del 1994 la Balli ha prodotto una Special Collectors Edition del flipper The Addams Family, cui spesso si fa riferimento con il nome The Addams Family Gold. Verso la fine della produzione dell'originale The Addams Family alcune macchine sono state prodotte con le caratteristiche della Gold così da celebrare il record raggiunto dalle vendite del flipper. La Special Collectors Edition presenta caratteristiche speciali come le sponde laterali dorate, la barra di blocco dorate, gambe dorate e un programma software potenziato.
Il gioco stesso comprende alcune funzioni potenziate. È stato inoltre aggiunte nuove regole di punteggio, in particolare alla casa. Alcune stanze casualmente forniscono premi del Cugino Itt, come un phon o una spazzola, con conseguente punteggio. Mercoledì e Pugsley fanno inoltre la loro prima apparizione nel gioco nella forma di trappole ("trap door"), che permettono qualche volta al giocatore di spostarsi da una stanza all'altra, ottenendo punteggio da entrambe. Sono presenti inoltre nuove citazioni ed effetti a matrice di punti.
Della Special Collectors Edition sono state prodotti solamente mille esemplari, con un numero progressivo da 0001 a 1000 contrassegnato su una placca sotto la fessura per le monete. Un certificato con il corrispondente numero e le firme del team di produzione e sviluppo era allegato a questa edizione.

## Easter egg
Il flipper The Addams Family contiene un paio di easter egg conosciuti nella versione normale, più un terzo nella versione Special Collectors Edition, ognuno dei quali può essere raggiunto premendo contemporaneamente uno dei due tasti che muovono le palette e il tasto Start, in una specifica sequenza per ogni singolo easter egg. Il risultato prodotto è solamente estetico, non produce alcuna modifica al gioco.
I codici funzionano solamente in queste determinate condizioni: la macchina deve essere in modalità attract o game over: nessun gioco dev'essere in corso. Non devono esserci crediti residui: il pulsante Start non deve lampeggiare permettendo di iniziare un nuovo gioco, di conseguenza se la macchina è pronta per un gioco extra.
I codici inoltre smettono di funzionare se vengono utilizzati troppo frequentemente. Lasciando che la schermata che visualizza la modalità attract scorra fino in fondo (almeno 1 o 2 minuti) dovrebbe correggerlo e permettere di inserire un nuovo codice.
Gli easter egg disponibili sono:
- When Cows Fight: una matrice a punti umoristica appare sul display per tre secondi. Per visualizzarla bisogna premere il tasto della paletta sinistra per 7 volte e di seguito premere lo Start per una volta, quindi il tasto della paletta destra 14 volte, nuovamente il pulsante Start per una volta, il tasto sinistro per 20 volte e infine il tasto Start per una volta.
- When Cows Dig for Gold (solo nella versione Collctor Edition): un'altra battuta umoristica. Si attiva premendo 12 volte il tasto sinistro, una volta il pulsante Start, 5 volte il tasto destro, una volta lo Start, 4 volte il tasto sinistro e una volta lo Start.
- Design credits: un vistoso (e molto rumoroso) saluto ai designer del gioco della Bally. Per visualizzarlo bisogna premere 13 volte il tasto sinistro, una volta lo Start, una volta il destro, una volta lo Start, 2 volte il sinistro e una volta lo Start.

## Modifiche personalizzate
Alcune macchine possono presentare delle modifiche personalizzate:
- Un display a colori ColorDMD in sostituzione del DMD arancione originale.
- Una figura dello Zio Fester seduto sulla sedia elettrica, con una lampadina in bocca che sostituisce la luce sul lato sinistro della sedia.
- Un orso bianco sopra la base della rampa della scala centrale dove si sparano i colpi per il Bear Kick.
- Una nicchia bronzo bronzo sull'ingresso della cripta.
- Una figura del Cugino Itt sopra il target del Cugino Itt, questa modifica può intrappolare le biglie.
- Un treno color bronzo vicino al segnale del treno.
- Un telefono color bronzo vicino alla scatola di Mano.
- Un'armatura color bronzo in alto al centro.
- Una lampada in stile Tiffany in miniatura vicino alla scatola di Mano.

## Versione digitale
Una versione digitale di questo flipper doveva essere sviluppata per il PC e per Nintendo 64 dalla Digital Eclipse, pubblicata dalla GT Interactive, ma è stata cancellata. Il gioco è inoltre supportato da Visual Pinball, che può essere giocato su un flipper emulato.
L'11 luglio 2014 FarSight Studios ha pubblicato la Newslettere numero 29 di The Pinball Arcade dove viene indicato che "hanno concordato i termini con tutte le principali licenze e autorizzazioni" necessarie per ricreare digitalmente questo flipper. Una raccolta fondi per raccogliere $ 97.00 necessari per pagare la licenza è iniziata il 12 settembre 2014 e ha raccolto $ 115.276 alla sua fine il 12 ottobre 2014.
Il 21 febbraio 2015 Farsight Studios hanno pubblicato la loro versione digitale del flipper come parte del pacchetto Season Four per The Pinball Arcade disponibile per iOS, Android, Amazon, Steam (PC & Mac) e OUYA. L'immagine di Christopher Lloyd è stata tolta da questa versione a causa delle limitazioni della licenza. La Special Collectors Edition è stata una delle ricompense per coloro che hanno donato più di $ 100 durante la campagna di raccolta fondi.